# Orde van de Blauwe lucht en de Witte Zon

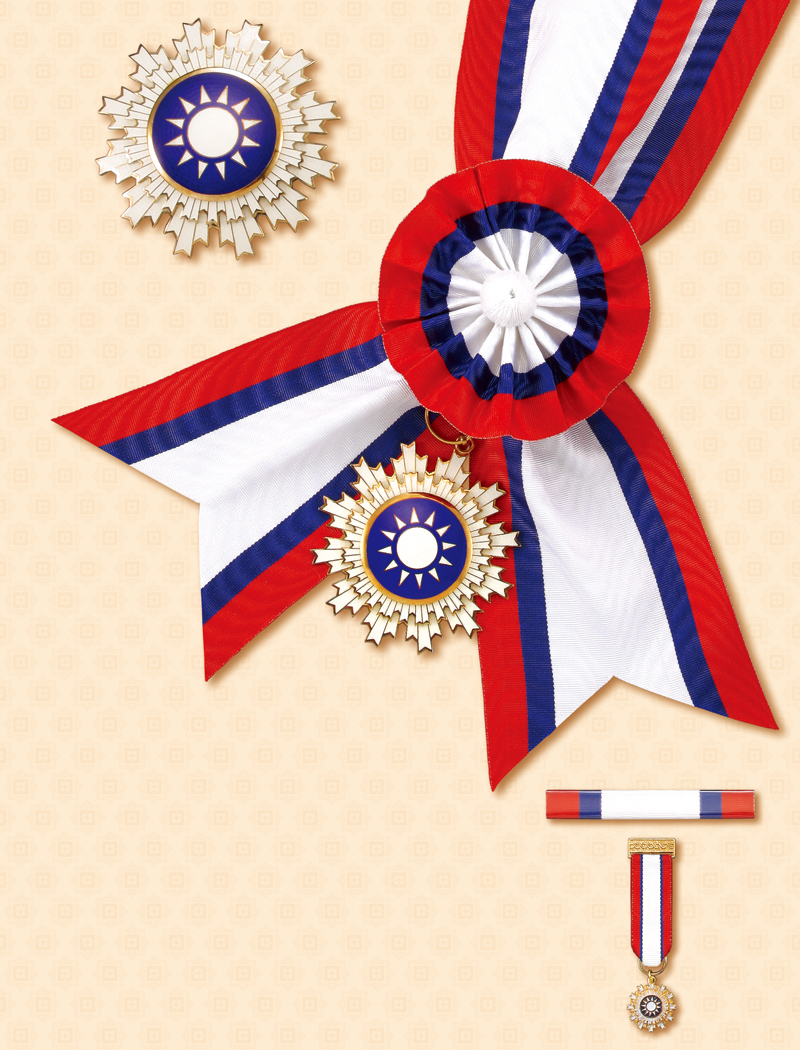
Orde van de Blauwe lucht en de Witte Zon

De Orde van de Blauwe lucht en de Witte Zon werd op 15 mei 1929 door de Chinese president Chiang Kai-shek ingesteld als beloning voor uitmuntende verdienste ("Outstanding contributions") voor de verdediging van de Chinese natie. Deze ridderorde kent slechts één enkele graad: Grootlint. De gedecoreerden dragen het kleinood van de orde aan een breed lint over de schouder en de ster van de orde op de linkerborst. De orde volgt in rang op de Orde van de Nationale Glorie. Deze wordt voor "Distinguished contributions" verleend
Toen in 1949 de verslagen Chinese regering naar Taiwan vluchtte bleef deze onderscheiding daar deel uitmaken van het decoratiestelsel van de Republiek China. De in Peking residerende regering van de Volksrepubliek China verleent deze onderscheiding niet. 